# (37073) 2000 UH53
2000 UH53 (asteroide 37073) é um asteroide da cintura principal. Possui uma excentricidade de 0.04461410 e uma inclinação de 1.01659º.
Este asteroide foi descoberto no dia 24 de outubro de 2000 por LINEAR em Socorro.